# Sextus Vettulenus Civica Cerialis
Sextus Vettulenus Civica Cerialis est un sénateur romain, consul éponyme en 106.

## Biographie
Le nom Cerialis est d'origine sabine, et sa famille viendrait de Reate, capitale des territoires sabins au nord-est de Rome.
Il est le fils de Sextus Vettulenus Cerialis, connu comme chef militaire romain pendant la première guerre judéo-romaine, gouverneur de Judée en 70-71, consul suffect vers 72-73, gouverneur de Mésie à la fin des années 70 et peut-être enfin proconsul d'Afrique. Il a un oncle du nom de Caius Vettulenus Civica Cerialis, probablement consul suffect en 75, gouverneur de Mésie après Sextus, de 78/79 à 82, puis proconsul d'Asie en 87/88, année de son exécution par Domitien à la suite de son échec face au soulèvement d'un faux Néron,.
Il est consul éponyme en 106, aux côtés de Lucius Ceionius Commodus, sous Trajan.
On ne sait rien d'autre de sa carrière.
Il est peut-être le troisième époux de Plautia, divorcée ou veuve de Lucius Ceionius Commodus puis veuve de Caius Avidius Nigrinus, exécuté en 118. Plautia est la mère de Lucius Aelius de son premier mariage. Peut-être avec Sextus, elle a pour fils Marcus Vettulenus Civica Barbarus, consul éponyme en 157,.
D'un premier mariage, il a peut-être Sextus Vettulenus Civica Pompeianus comme fils, qui devient consul éponyme en 136.

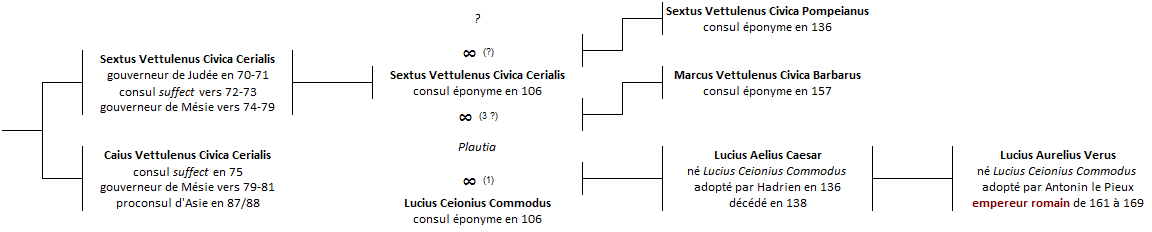
La famille des Vettuleni sous les Flaviens et les Antonins. Arbre non exhaustif.